# Jaxartosaurus aralensis
Lo jaxartosauro (Jaxartosaurus aralensis Riabinin, 1938) era un genere di  dinosauro erbivoro ornithischio vissuto nel Cretaceo superiore (dal Coniaciano al Santoniano da 89 a 85 Ma circa) in quello che è oggi è il Kazakistan.

## Un "becco d'anatra" primitivo
Questo dinosauro è noto principalmente per una parte di un cranio, il quale richiama molto da vicino quello dei dinosauri a becco d'anatra dotati di cresta cava del Nordamerica. Alcune caratteristiche, però, suggerirebbero che lo jaxartosaurus fosse più primitivo. Nonostante la regione della cresta non sia nota, è probabile che questo animale fosse dotato di una struttura più piccola rispetto a quelle conosciute per Lambeosaurus, Corythosaurus e Parasaurolophus. L'animale intero era lungo circa 8 metri, e sembrerebbe essere stato una via di mezzo tra il primitivo Bactrosaurus e le forme evolute americane. Probabilmente lo iassartosauro si spostava in branchi per le grandi pianure dell'Asia centrale, lanciando richiami per tenersi in comunicazione tra i vari individui o per avvisare gli altri appartenenti al branco della presenza di eventuali predatori. Il nome Jaxartosaurus prende il nome dal fiume Jaxartes (in italiano Iassarte, antico nome del Syr Darya), nell'Asia centrale. Una specie cinese ascritta a Jaxartosaurus, J. fuyunensis, considerata un nomen dubium, è conosciuta solo per dei denti fossili e probabilmente non appartiene a questo genere.